# Tapeats Creek
Tapeats Creek ist ein Fluss, der vollständig innerhalb des Grand Canyon National Park verläuft. Er fließt von seiner Quelle am North Rim des Canons aus in südwestlicher Richtung zum Colorado River am Grunde der Schlucht. Seinen Namen erhielt er von der 2. Powell-Expedition im Winter 1871–1872 nach einem Indianer der Southern Paiute, die das Eigentum an dem Bach für sich beanspruchten. a Er ist der Wassermenge nach der größte Nebenfluss des Colorado River auf der Nordseite des Grand Canyon.

## Quelle
Die Quelle des Flusses ist die stärkste Quelle im Grand Canyon. 1970 wurde geschätzt, dass die Quelle eine Schüttung hat von 180.000 m3 pro Tag, wobei das Wasser seinen Ursprung im Muav-Kalkstein hat. Außerdem kann eine kleine Menge Oberflächenwasser in den Fluss strömen. Der Tapeats Creek führt das ganze Jahr über Wasser.

## Zuflüsse
Der Tapeats Creek hat einen mit einem Namen versehenen linken Zufluss, den Thunder River, einen etwa 800 m langen Fluss, dessen Ursprung die natürlichen Thunder Springs auf einer Höhe von 1020 m sind, und der dann um etwa 370 m fällt, bevor er am Fuße eines Wasserfalls in den Tapeats Creek mündet. Der Thunder River ist der steilste und einer der kürzesten benannten Flüsse in den Vereinigten Staaten. b

## Flora und Fauna
Zu den am Tapeats Creek üblichen Bäumen gehören Tamarisken und Weiden, und an seinem Ufern wachsen Schachtelhalme, Gauklerblumen und Kresse. Algen bedecken einen Großteil der Steine und Felsen im Fluss. Wirbellose Arten im und am Fluss sind beispielsweise Baetidae, verschiedene Arten Köcherfliegen und Elmidae. Blasenschnecken, Asseln und Kleinlibellen sind ebenfalls heimisch.

## Angeln
Der Tapeats Creek gilt als einer der besten Wasserläufe Arizonas für den Fang von Wildforellen; man erreicht ihn über den Thunder River Trail von der North Rim aus, die nur von Mitte Mai bis Ende Oktober passierbar ist. Außerdem erreicht man den Fluss mit dem Raftboot auf dem Colorado River. Regenbogenforellen sind zahlreich und durchschnittlich 300 mm und bis zu 500 mm lang.

## Zugehörig und benachbart
Die folgenden geologischen und geographischen Objekte befinden sich am Fluss oder in der Nähe und sind nach ihm benannt:
- der Tapeats-Sandstein, der oberhalb des Wasserlaufes anstehend ist
- die Tapeats Rapids des Colorado River befinden sich da, wo der Creek in den Fluss mündet[8]
- Tapeats Amphitheater, en großes Becken mit dem Quellgebiet des Flusses[9]
- Tapeats Terrace, eine breite, niedere Flussterrasse[10]
- Tapeats Spring, die natürliche Quelle[11]

## Belege
1. 1 2  Tapeats Creek. In: Geographic Names Information System. United States Geological Survey, United States Department of the Interior, abgerufen am 3. Juni 2017 (englisch).
2. ↑  Ruth Patrick: Rivers of the United States, Volume V Part A: The Colorado River. John Wiley & Sons, 2000, ISBN 978-0-471-30348-0, S. 58 (englisch, google.de [abgerufen am 3. Juni 2017]).
3. ↑  Conor Watkins, J. David Rogers: Landsliding And Channel Blockages In Tapeats Creek. In: mst.edu. Missouri University of Science & Technology, abgerufen am 3. Juni 2017 (englisch).
4. ↑  Thunder Springs and Thunder River, Grand Canyon National Park, Arizona. In: azheritagewaters. Northern Arizona University, abgerufen am 3. Juni 2017 (englisch).
5. ↑  Douglas MacDonald: Hike to the Grand Canyon's North Rim Waterfalls. In: Backpacker. 35. Jahrgang, Nr. 246, Februar 2007, S. 31 (englisch, google.de [abgerufen am 3. Juni 2017]).
6. ↑  Dave Epstein, Sabra Purdy, Brent Campos: Tapeats Creek: Habitat for Fish and Invertebrates. University of California Davis, abgerufen am 3. Juni 2017 (englisch).
7. ↑  Will Jordan:  Grand Canyon National Park, An Angler's Perspective (Memento des Originals vom 3. Februar 2017 im Internet Archive) In: Southwest Fly Fishing, Juli 2014. Abgerufen am 3. Juni 2017 (englisch).  Info: Der Archivlink wurde automatisch eingesetzt und noch nicht geprüft. Bitte prüfe Original- und Archivlink gemäß Anleitung und entferne dann diesen Hinweis.
8. ↑  Tapeats Rapids. In: Geographic Names Information System. United States Geological Survey, United States Department of the Interior, abgerufen am 3. Juni 2017 (englisch).
9. ↑  Tapeats Amphitheater. In: Geographic Names Information System. United States Geological Survey, United States Department of the Interior, abgerufen am 3. Juni 2017 (englisch).
10. ↑  Tapeats Terrace. In: Geographic Names Information System. United States Geological Survey, United States Department of the Interior, abgerufen am 3. Juni 2017 (englisch).
11. ↑  Tapeats Spring. In: Geographic Names Information System. United States Geological Survey, United States Department of the Interior, abgerufen am 3. Juni 2017 (englisch).
12. 1 2  Byrd H. Granger: Grand Canyon Place Names. The University of Arizona Press, Tucson 1976, ISBN 978-0-8165-0538-8, S. 23 (englisch, google.de [abgerufen am 3. Juni 2017]).